# Gens Lollia
Lollius, nome di antica famiglia patrizia dell'antica Roma; si ha notizia dei Lollii già dal 50 a.C., in quanto "gens Lollia", aristocrazia cittadina.
Dal nome  Lollius derivano i cognomi Lolli, Lollia, Lollis, Lollio, Loglio, de Lollis 
Nella storia di Roma ci imbattiamo in Marcus Lollius (Marco Lollio), console nel 21 a.C., considerato capostipite dei Lollius e citato nelle genealogie araldiche delle famiglie Lolli di Lusignano e de Lollis d'Abruzzo. Fu leale collaboratore di Augusto Imperatore, a cui dovette molto, sopraintendendo alla trasformazione del Regno di Galatia, provincia romana nel 24 a.C.
Combatté in Tracia nel 19-18 a.C., ma  nel 17 a.C. subì una disastrosa sconfitta paragonabile a quella di Publio Quintilio Varo. Nel 1 a.C. accompagnò in Oriente Gaio Cesare, erede di Augusto, nella spedizione in Armenia e ne fu consigliere.
Le grandi ricchezze di Marco Lollio passarono alla nipote Lollia Paolina, che divenne imperatrice nel 38 d.C. Seppur già posata a Publio Memmio Regolo, fu costretta a divorziare per soddisfare il capriccio dell'Imperatore Caligola, che la voleva in sposa a causa della sua notevole bellezza.
Altra figura significativa dei Lollii fu Quinto Lollio Urbico, nato in Africa, console nel 138 d.C., il quale combatté nella seconda guerra giudaica e fu governatore della Britannia nel 139-142 d.C., dove ottenne un'importante vittoria sui barbari invasori provenienti dalla Scozia. Costruì un muro di torba, il famoso Vallo Antonino, tra il Firth ed il Clyde, e successivamente ricoprì la carica di prefetto urbano.